# ديف ريني
ديف ريني (بالإنجليزية: Dave Rennie)‏ هو لاعب اتحاد الرغبي نيوزيلندي، ولد في 22 نوفمبر 1963 في هوت العليا ‏ في نيوزيلندا.